# Plopi (okręg Hunedoara)
Plopi – wieś w Rumunii, w okręgu Hunedoara, w gminie Bretea Română. W 2011 roku liczyła 270 mieszkańców.